# 浙二乱
浙二乱，指明万历十年（1582年）3-5月浙江省府杭州相继发生的杭州兵变和杭州民变。

## 背景
明代宣统和正统年间（1426-1449年），农村社会发生了巨大变化，农民身上日趋严苛的税收和徭役动摇了明初朱元璋制定的里甲制度，大量农民出逃农村，至万历年间张居正建立了“一条鞭法”以平均农村的土地和劳役。这些离开土地的农民很多都为城市所劫难，城市中手工业出现资本主义萌芽，原先的城市制度也越发需要进行改革。明代城市的主要徭役为总甲和火夫，所谓总甲是轮值负责抵御盗贼、平息治安，而火夫本职是在城墙内外巡夜，最初只是为了防止火灾，但在后来起到了防盗和维持治安的作用，市民在执行劳役时由总甲带领火夫进行巡逻。最初，这种徭役体系按照户为单位执行，例如北京以上户为报价、中户为小甲、下户为火夫。随着系统逐渐修改，这些劳役逐渐转化为雇佣役。虽然张居正改革削减了农村的负担，然而城市居民的负担并没有相应的削减，富人等通过行贿和特权躲避城市中的徭役，城市中贫民等则始终承当劳役。由于城市居民和商贩流动性较大，因此向租房者征收税收相对困难，诸如嘉兴县、武进县在内的江南城市地区开始基于房租向房东征收税收，雇人充当火夫等劳役。

### 城市改革
丁仕卿的另一项倡议主要针对杭州的“巡警夫役”，即火夫和保甲制度。杭州的火甲早在1545年以前就转为雇佣，用度主要出自间架税，1545年市民陈昱请愿将火甲改为城市居民分三等缴税、雇佣火夫巡夜，然而城市居民由于保甲制度仍然需要无偿和火夫一起巡逻，乃至于强迫执行治安、防卫、官府营造等工作。丁仕卿在1559年第一次提出罢免“巡警夫役”的请愿，并在次年转送至来浙实行“一条鞭法”的庞惺庵手中。然而由于丁仕卿触碰到了低级官员的利益，负责监督官府营造和城市治安的官员不能从民众劳役中收取贿赂，因此官吏攻击丁仕卿“扰乱成法”，且不经调查鞭打、禁锢并遣返丁仕卿。1572年，丁仕卿经过三次斗争，最终得偿所愿改变了这一制度。他害怕反对势力卷土重来，因此把他改革的经过刊刻石碑，于万历五年（1577年）立于杭州城的武林门与镇海楼作为自己的遗嘱。

## 经过
嘉靖年间倭寇作乱东南，胡宗宪巡抚浙江，招募浙兵对抗倭寇，功劳甚大，在倭寇平息后这些军队改为防汛，驻扎在杭州罗木营，共计45000人，分为九营，其中七营负责防汛，另外则负责守城，防汛部队还需要每年出巡。罗木营作为募兵，三十年里每月饷银九钱，待遇相对优厚。万历九年（兵变前一年），朝廷认为海防相对安定便计划削减军饷的三分之一，然而由于当时正在币制改革，因此新发行的万历通宝在北京能够换旧钱二，而在浙江就反了过来，士兵很难用新发的饷银来到市面上买东西，迫于生计只能向官府讨要，连续三日而不得。士兵于万历十年（1582年）3月2日士兵一起到时任浙江巡抚吴善言处要求按照原来的方式发放军饷。为首的马文英、杨廷用称“我等迫于饥寒，而主帅不我恤，无以为生，故至此，非敢称乱也”，并下令士兵“毋杀人、毋掠财”。士兵还为民进言，称“历数民间诸不便，首以力役”，表达了对市民的体恤。
吴善言则说上面已经决定减饷，如果不满意的人就让他们回家种地吧。次日，士兵在首领马文英、杨廷用的率领下起事。众兵卒拥入督抚衙门，缚吴善言以出痛殴之。巡按御史张文熙等人来劝抚士兵，答应支付两千钱酒食费，士兵这才散去。张文熙弹劾了吴善言，两位侍御答应给士兵5个月的粮饷，又预支了三个月的粮，于是兵乱开始有所平息。朝廷知道后担心其它地方士兵效仿而不敢大动干戈，于是派张佳胤巡抚浙江，张佳胤没有调兵也没有护卫，于5月1日抵达浙江境内。
丁仕卿作为杭州市民反抗重税的领袖，擅长诉讼，不畏权贵，百折不挠，深孚民心。然而政府在沈厪为首的地方权贵推动下，于1580年恢复了强制劳役。丁仕卿立即对省府县官员发起请愿，因此此事交由杭州支付吴日强处理，沈楩、沈厪父子则反对取消这一制度。丁仕卿在地方请愿不成，于是匆忙前往北京进行请愿，遭到了杭籍京官的愚弄，无奈返回杭州。丁仕卿目睹了杭州兵变的发生，看到军队闹事后受到了良好的待遇，于是开始策动民众闹事，策划烧毁沈楩、沈厪父子家宅，然而有人密报于沈家，地方官员不久逮捕了丁仕卿。丁仕卿受到杖责，戴上脚镣枷锁上游街示众，他对街坊邻里哭诉：“我是为了你们这些人免受夜巡劳役，自己一个人承受这些刑法与苦楚，你们忍心吗？”市民们群起响应丁仕卿，上百名市民当街释放了丁仕卿，杭州民变由此爆发。
愤怒的市民组织起来，烧毁了所有巡警楼，并彻底烧毁了沈家，约一千名群众参与，仁和县令陈良栋和钱塘县令试图维持秩序，然而最终化装逃跑。到夜里，杭州城已完全为起义民众所掌控，居民以十户为单位组织起来，每单位都将从豪绅家中劫掠的“绛襦裙”作为旗子悬挂，家家户户门前张结灯笼，杭州城白夜如昼。据钱有威记载，受到冲击的陈三谟、马三才家中备好佳肴美妾以候丁仕卿等人，希望他们不去毁坏家宅。次日，起义者开始涌入按察司，“拥郝廉使，往见张巡按”，当时巡按司还未开衙，民众破门而入，张文熙遁墙逃去，然而民众就是劫掠那些世家大族。5月1日，杭州市内所有集市及街门、巡警楼全数拆毁，张佳胤最终抵达杭州。夜里，超过两千居民在张佳胤的浙江巡抚衙前喧哗，张佳胤手下打开大门，自己坐着轿子到望仙桥与群众会面，承诺取消夜巡劳役，许多人开始散去，丁仕卿仍不肯退去，继续抢掠地方豪强。张佳胤张贴官方告示，要求民众平息起义否则后果自负，然而市民旋即将他的告示撕毁，抢掠也越发猖獗。张佳胤于是决定采取武力，召见军队领袖马文英、杨廷用，劝说他们剿息乱民，戴罪立功，军队开始对民众开战。张佳胤又找到兵变的马、杨二人，允诺他们如果出力平息民乱则可以戴罪立功，又去劝慰城中的士兵。张佳胤还暗中派人缉拿马、杨等士兵领袖。军民在菜市桥、官巷口等地激战，官兵大获全胜，而民变领袖和兵变领袖都被镇压。

### 资料
1. 1 2 3 4 5  夫馬, 進. . 東方學報. 1977-02-15, 49: 215–262  [2021-07-14]. ISSN 0304-2448. doi:10.14989/66540. （原始内容存档于2021-07-14）.
2. 1 2 3  . yuxiqbs.cqvip.com.   [2021-07-07]. （原始内容存档于2021-07-09）.